# 로이스 스미스
로이스 스미스(Lois Smith, 1930년 11월 3일 ~ )는 미국의 배우이다. 연극 《The Inheritance》(2019-20) 공연을 통해 2021년 제74회 토니상 연극 부문 여우조연상을 수상하면서 토니상 연기 부문 역대 최고령 수상자가 되었다. 2007년 미국 극장 명예의 전당(American Theater Hall of Fame)에 헌액되었다. 2013년 오비상은 스미스가 오프브로드웨이에서 쌓은 성취를 기리며 평생공로상을 수여하였다.

## 출연 작품

### 영화
- 에덴의 동쪽 (1955)
- 잃어버린 전주곡 (1970)
- 위험한 정사 (1987)
- 프라이드 그린 토마토 (1991)
- 폴링 다운 (1993)
- 아메리칸 퀼트 (1995)
- 데드 맨 워킹 (1995)
- 트위스터 (1996)
- 마이너리티 리포트 (2002)
- 런 올 나이트 (2015)
- 나이스 가이즈 (2016)
- 레이디 버드 (2017)
- 프렌치 디스패치 (2021)

### 텔레비전
- 로앤오더: 뉴욕 특수수사대 (2004)
- 로앤오더: 범죄 전담반 (2005)
- 그레이 아나토미 (2006)
- ER (2007)
- 트루 블러드 (2008-14)
- 위기의 주부들 (2010)
- 더 아메리칸즈 (2015)
- 그레이스 앤 프랭키 (2017)
- 디 어페어 (2017)
- 블랙리스트 (2017)
- 맘 (2019)
- 레이 도노반 (2019-20)